# 25 de janeiro
25 de janeiro é o 25.º dia do ano no calendário gregoriano. Faltam 340 dias para acabar o ano (341 em anos bissextos).

## Eventos históricos

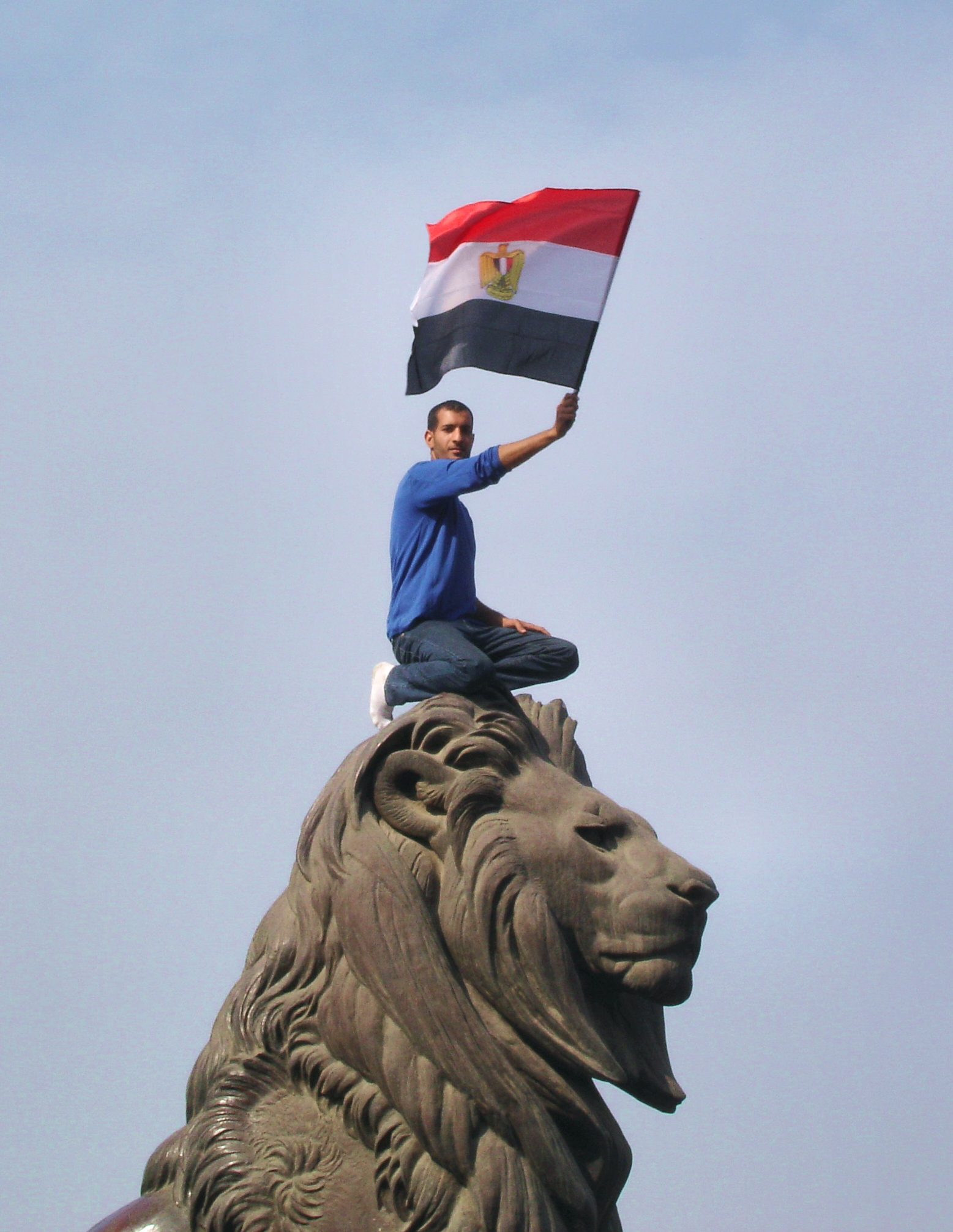
2011: Início da Revolução Egípcia

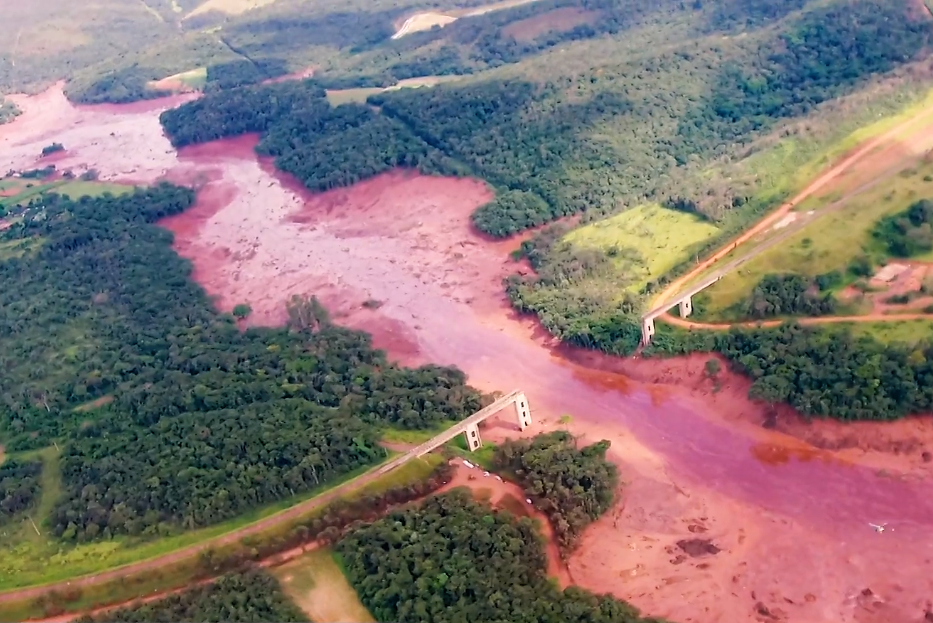
2019: Rompimento de barragem em Brumadinho

- 0041 — Depois de uma noite de negociação, Cláudio é aceito como imperador romano pelo senado.
- 0750 — Na Batalha do Zabe, os rebeldes abássidas derrotam o Califado Omíada.
- 1232 — Em Cáceres (Espanha), um exército formado por forças das Ordens Militares e do Bispo de Plasencia reconquista a cidade de Trujillo.
- 1327 — Eduardo III da Inglaterra, na época com quatorze anos de idade, ascende ao trono de seu país depois que seu pai, o rei Eduardo II, ser forçado a abdicar pela rainha Isabel e seu amante, Roger Mortimer.[1]
- 1348 — Um forte sismo atinge a região alpina meridional do Friul na atual Itália, causando danos consideráveis aos edifícios tão distantes quanto Roma.
- 1494 — Alfonso II torna-se rei de Nápoles.[2]
- 1515 — A coroação de Francisco I da França ocorre na Catedral de Reims, onde o novo monarca é ungido com o óleo de Clóvis e cingido com a espada de Carlos Magno.[3]
- 1533 — Henrique VIII da Inglaterra casa-se secretamente com sua segunda esposa, Ana Bolena.
- 1554 — São Paulo, capital do estado brasileiro homônimo, é fundada por doze padres jesuítas, entre eles Manuel da Nóbrega e São José de Anchieta.
- 1569 — De Madri (Espanha), o rei Felipe II cria o Tribunal da Inquisição nas colônias americanas.
- 1575 — Luanda, capital de Angola, é fundada pelo navegador português Paulo Dias de Novais.
- 1663 — Os Correios tiveram sua origem no Brasil com a criação do Correio-Mor no Rio de Janeiro, embora a capital da colônia fosse então Salvador.
- 1765 — Fundação de Port Egmont, o primeiro assentamento britânico nas Ilhas Malvinas, próximo ao extremo sul da América do Sul.
- 1787 — Rebelião de Shays: o maior confronto da rebelião, fora do arsenal de Springfield, resulta na morte de quatro rebeldes e no ferimento de vinte.
- 1791 — O Parlamento do Reino Unido concorda em incorporar a antiga província de Quebec ao Canadá Superior.
- 1858 — A Marcha Nupcial de Felix Mendelssohn é tocada no casamento da filha da Rainha Vitória, Vitória, e Frederico da Prússia, e torna-se uma popular procissão de casamento.
- 1890
  - Assinado o Tratado de Montevidéu, uma tentativa de solucionar a chamada Questão de Palmas entre o Brasil e a Argentina.
  - Nellie Bly completa sua jornada ao redor do mundo em 72 dias.
- 1909 — a ópera Elektra, de Richard Strauss, faz sua estreia na Dresden State Opera.
- 1915
  - Alexander Graham Bell inaugura o serviço telefônico transcontinental dos Estados Unidos, falando de Nova York com Thomas Watson em San Francisco.
  - Toma posse em Portugal o 9.º governo republicano, chefiado pelo presidente do Ministério Joaquim Pimenta de Castro.
- 1917 — Naufrágio do SS Laurentic após atingir duas minas alemãs na costa da Irlanda do Norte.
- 1918 — Ucrânia declara a sua independência da Rússia bolchevique.
- 1934 — Fundação da Universidade de São Paulo (USP).
- 1942 — Segunda Guerra Mundial: a Tailândia declara guerra aos Estados Unidos e ao Reino Unido.
- 1945 — Segunda Guerra Mundial: término da Batalha das Ardenas.
- 1946 — Adotada a Resolução 1 do Conselho de Segurança das Nações Unidas relativa à Comissão de Estado-Maior.
- 1969 — O capitão do Exército Brasileiro, Carlos Lamarca, deserta para lutar contra a ditadura militar, levando consigo dez metralhadoras e 63 fuzis.
- 1971
  - Charles Manson e quatro membros da "Família" (três deles mulheres) são considerados culpados pelos assassinatos de 1969 do Caso Tate-LaBianca.
  - Idi Amin lidera um golpe de Estado que depõe Milton Obote e se torna presidente de Uganda.
- 1980 — Madre Teresa é homenageada com o maior prêmio civil da Índia, o Bharat Ratna.
- 1984 — Ocorre um comício das Diretas Já com milhares participantes em São Paulo o ato é liderado por Tancredo Neves, Franco Montoro, Orestes Quércia, Fernando Henrique Cardoso, Mário Covas, Luiz Inácio Lula da Silva e Pedro Simon.
- 1986 — O Movimento de Resistência Nacional derruba o governo de Tito Okello em Uganda.
- 1990 — O voo 52 da Avianca cai em Cove Neck, Nova York, matando 73 pessoas.
- 1994 — Lançamento na então Base da Força Aérea de Vandenberg a sonda Clementine com a finalidade de testar tecnologias espaciais, de pesquisar a Lua e o asteroide 1620 Geographos.
- 1995 — O incidente do foguete norueguês: a Rússia quase lança um ataque nuclear depois de confundir o Black Brant XII, um foguete de pesquisa norueguês, com um míssil Trident dos EUA.
- 1999 — Um terremoto de magnitude 6,0 atinge o oeste da Colômbia matando pelo menos 1 000.[4]
- 2003 — Invasão do Iraque: um grupo de pessoas sai de Londres, na Inglaterra, com destino a Bagdá, no Iraque, para servir como escudos humanos, com a intenção de impedir que as tropas da coalizão liderada pelos Estados Unidos bombardeiem determinados locais.[5]
- 2006 — Publicação da primeira encíclica do Papa Bento XVI, Deus Caritas Est.
- 2010 — O voo Ethiopian Airlines 409 cai no mar Mediterrâneo, na costa de Na'ameh, no Líbano, matando 90 pessoas.
- 2011 — Primeira onda da Revolução Egípcia começa em todo o país, marcada por manifestações de rua, comícios, atos de desobediência civil, tumultos, greves trabalhistas e confrontos violentos.
- 2019 — Barragem de rejeitos, controlada pela Vale S.A., rompe-se em Brumadinho, Minas Gerais, deixando 206 pessoas mortas e 102 desaparecidas.
- 2024 —  Após constatar danos nos rotores, NASA anuncia o fim da missão do Mars Helicopter Ingenuity, primeiro veículo aéreo não tripulado a voar na atmosfera de outro planeta.

## Nascimentos

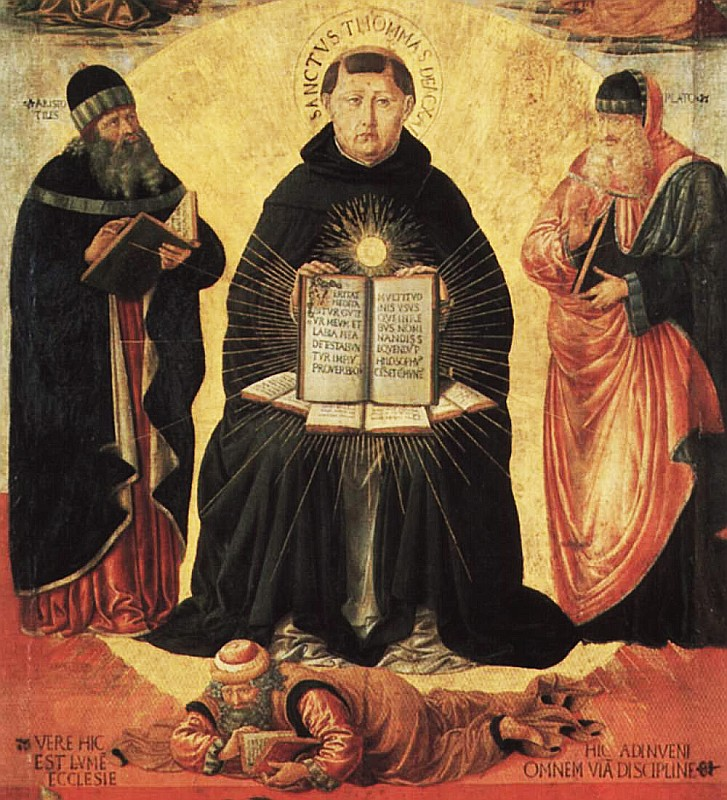
Tomás de Aquino

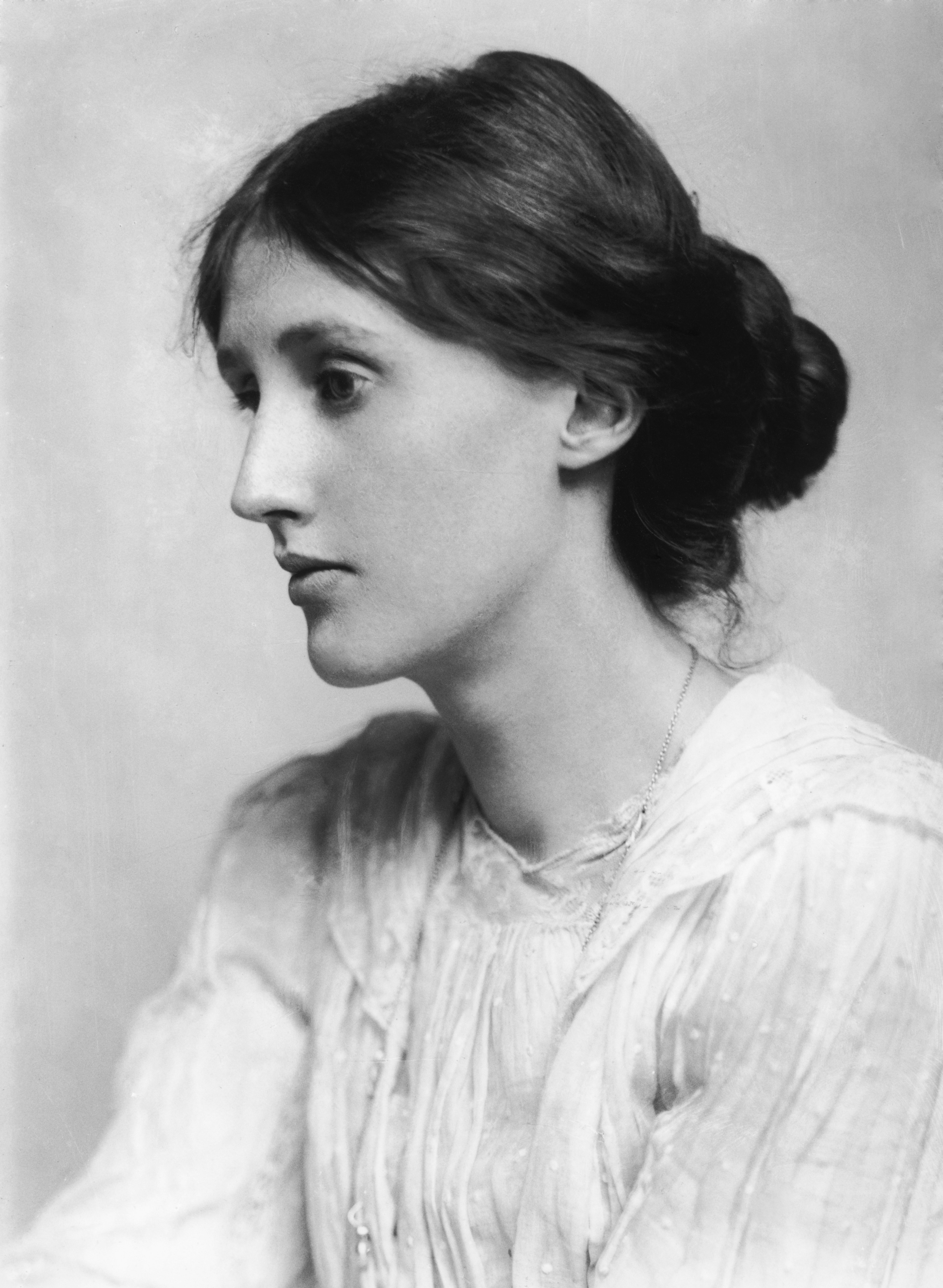
Virginia Woolf

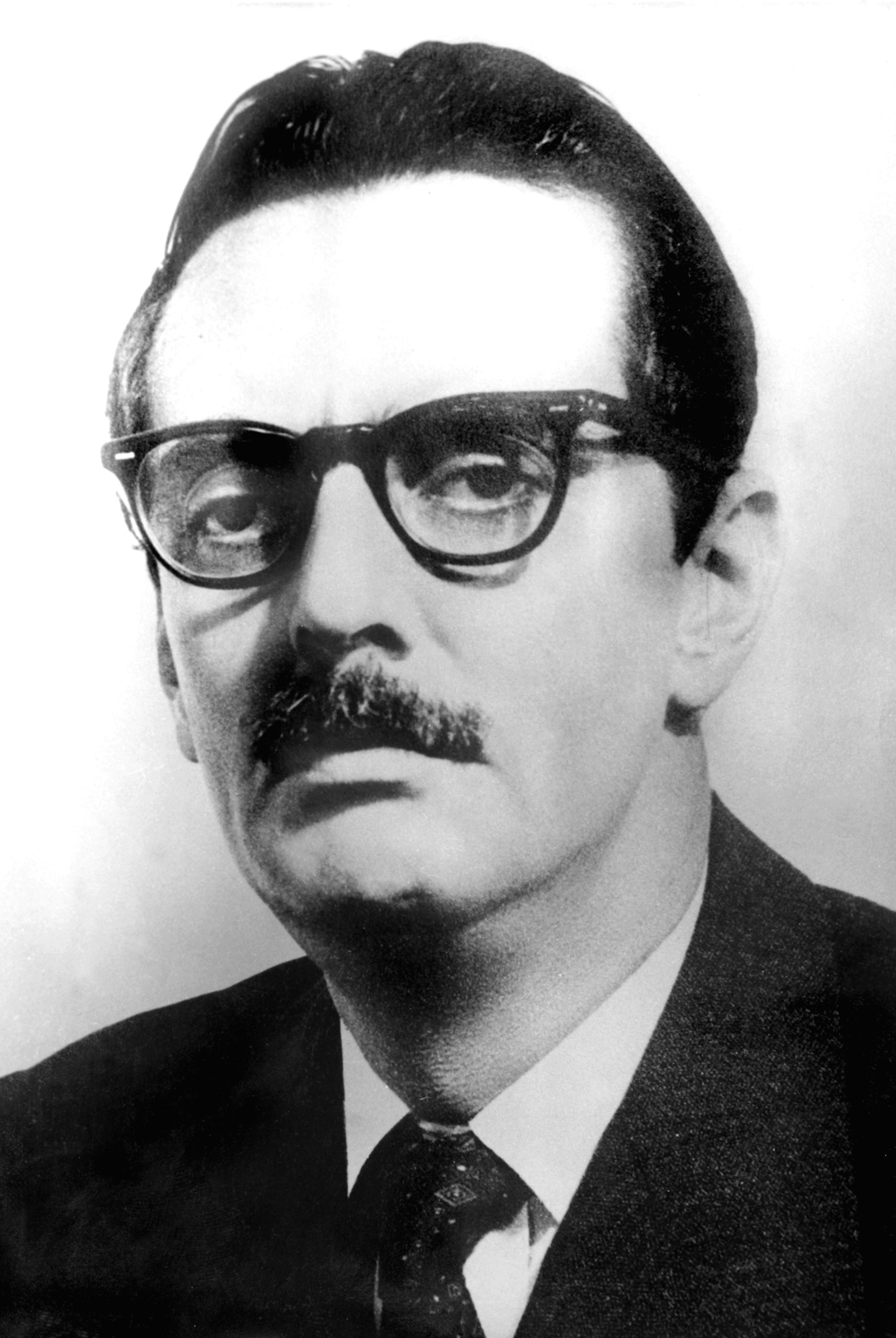
Jânio Quadros

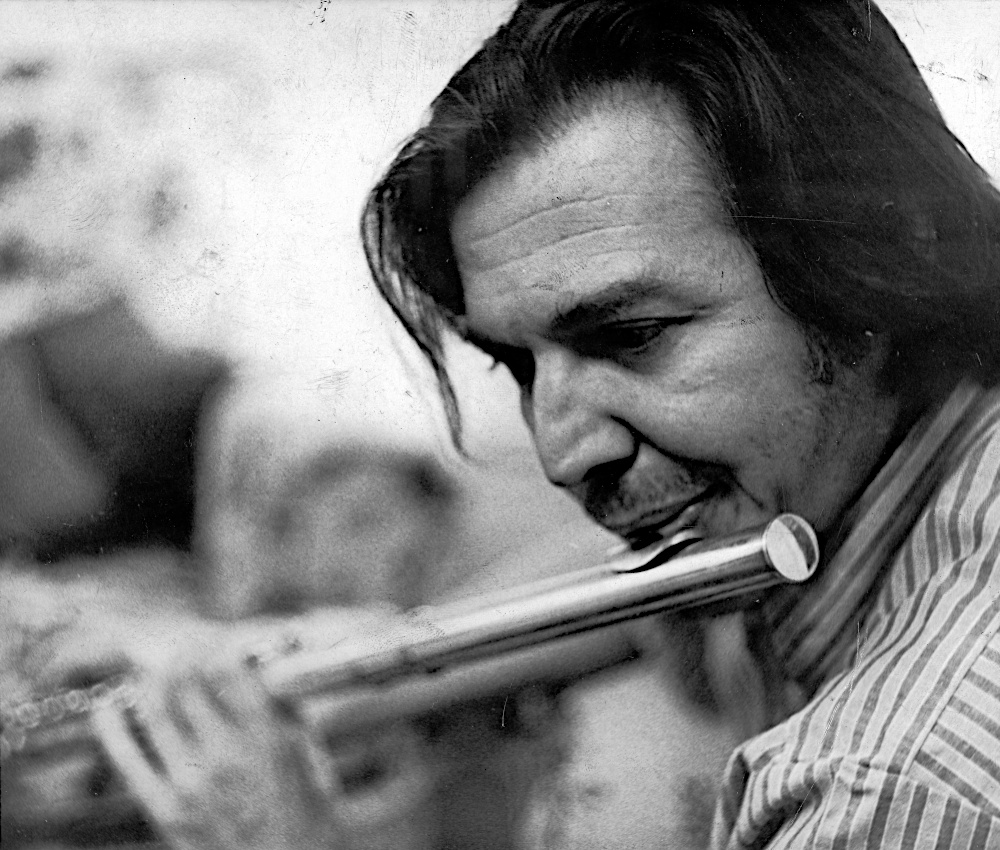
Tom Jobim

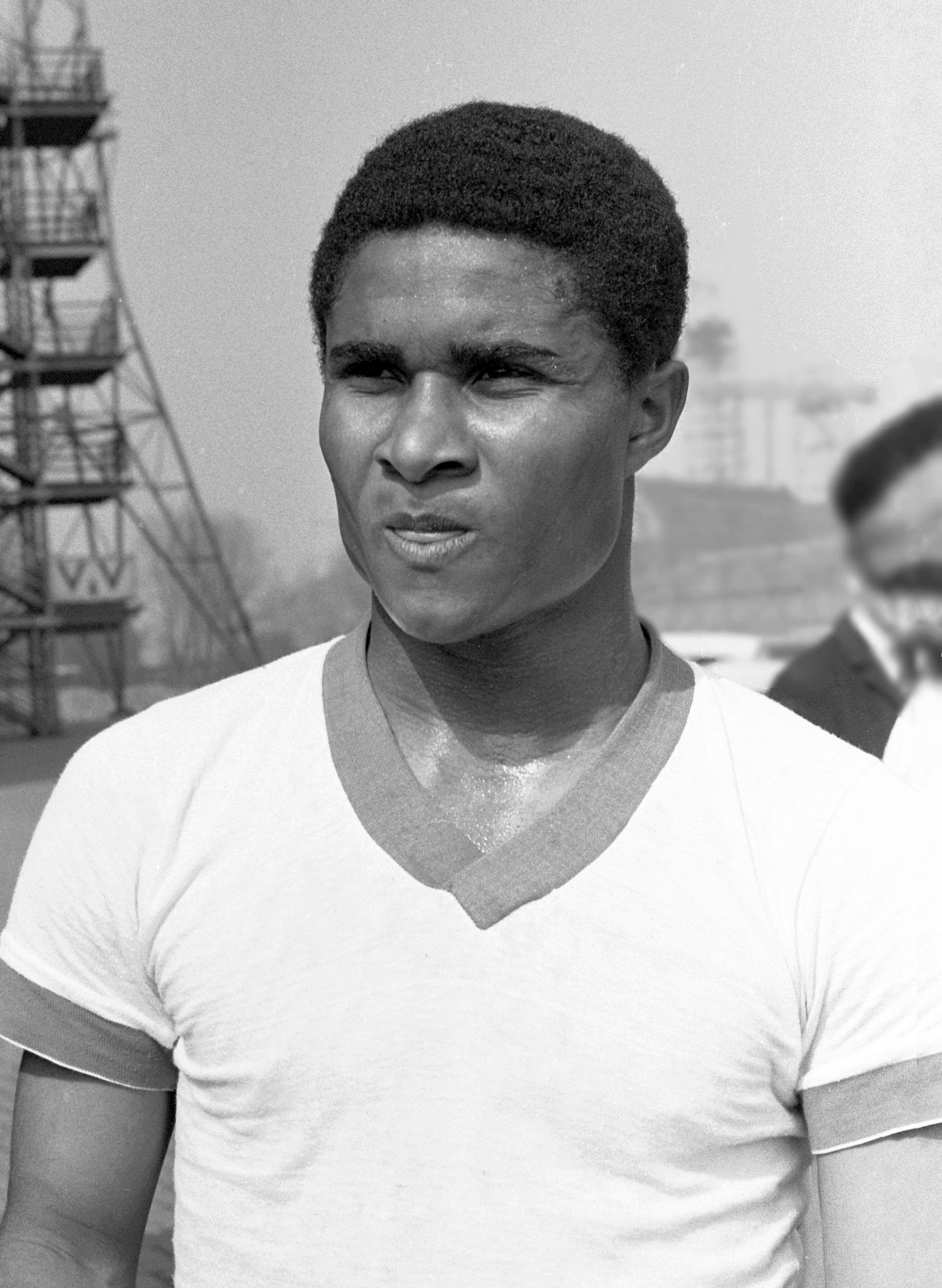
Eusébio

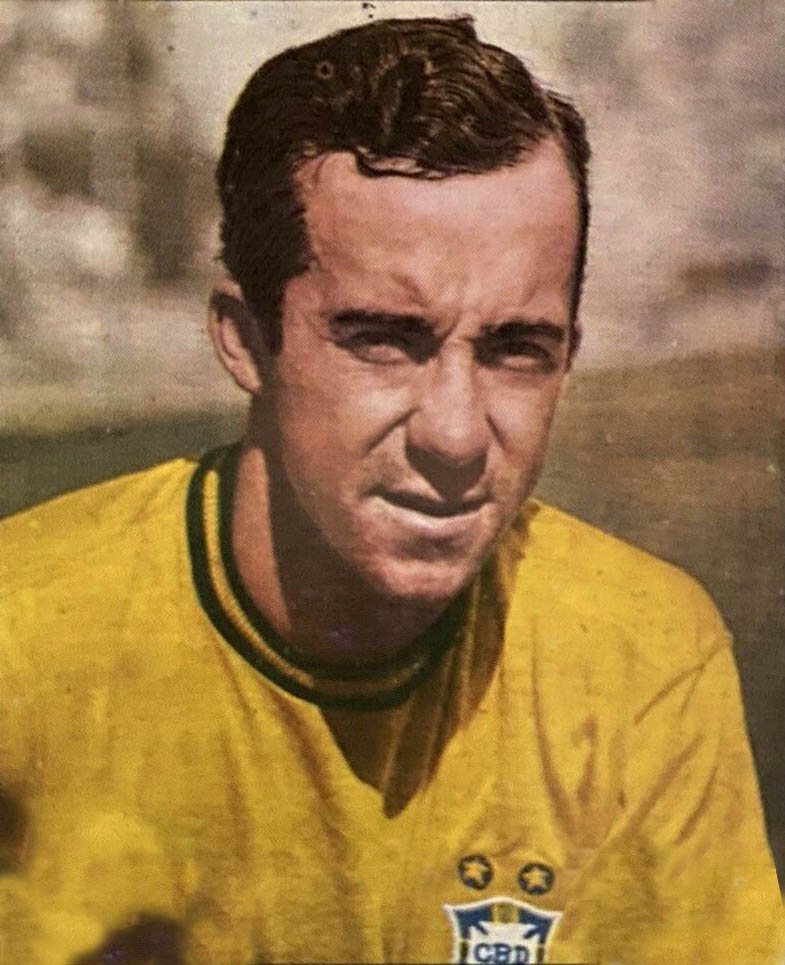
Tostão

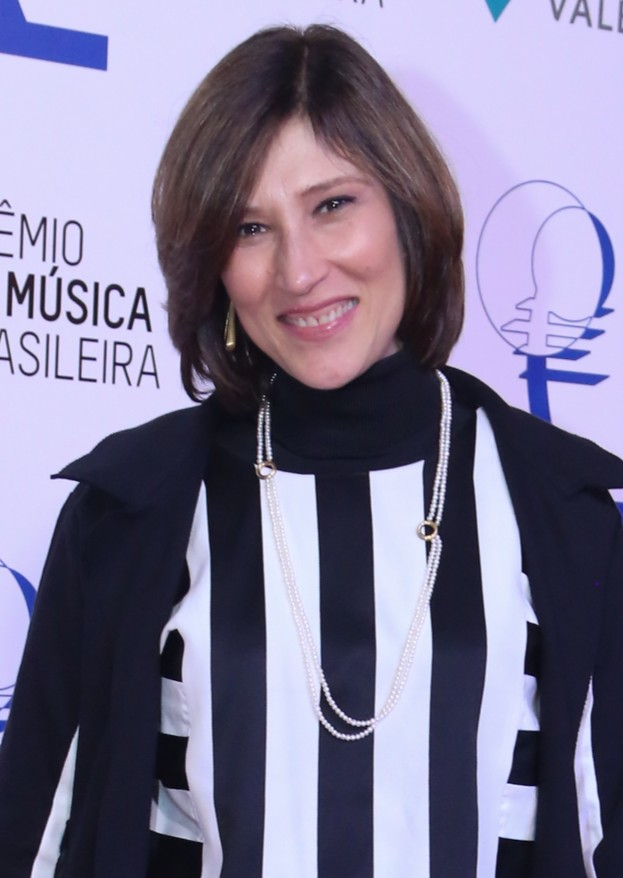
Beth Goulart

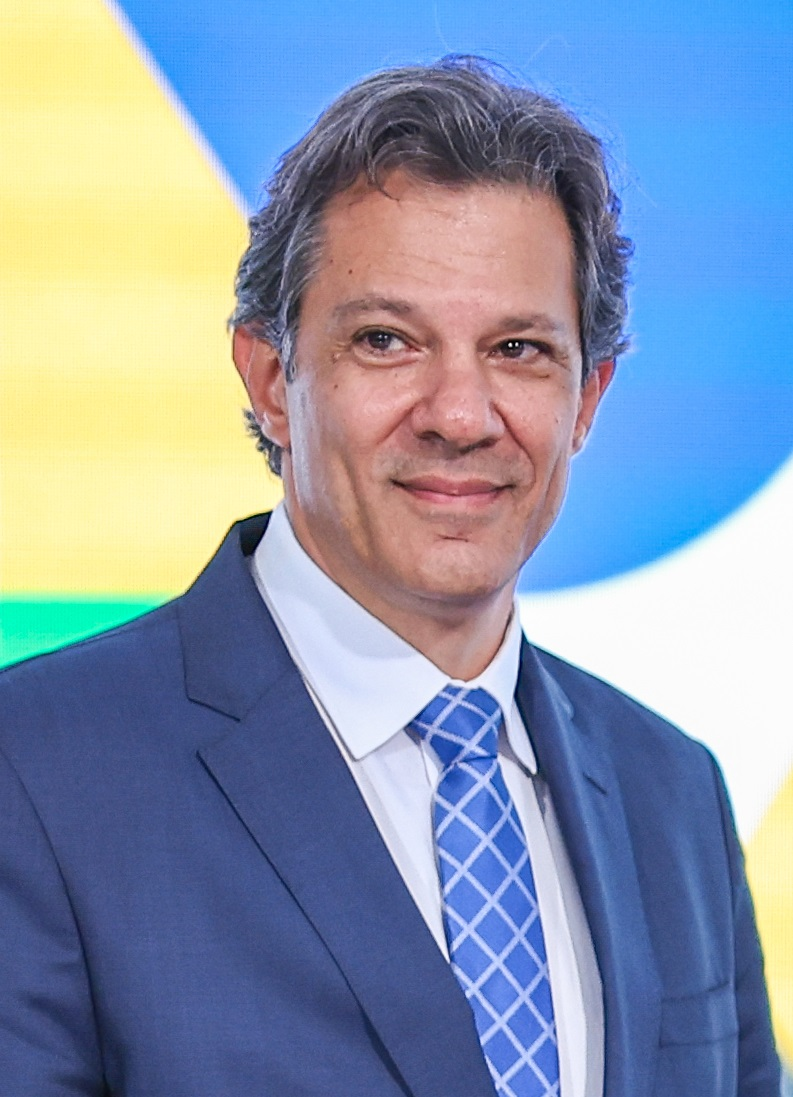
Fernando Haddad

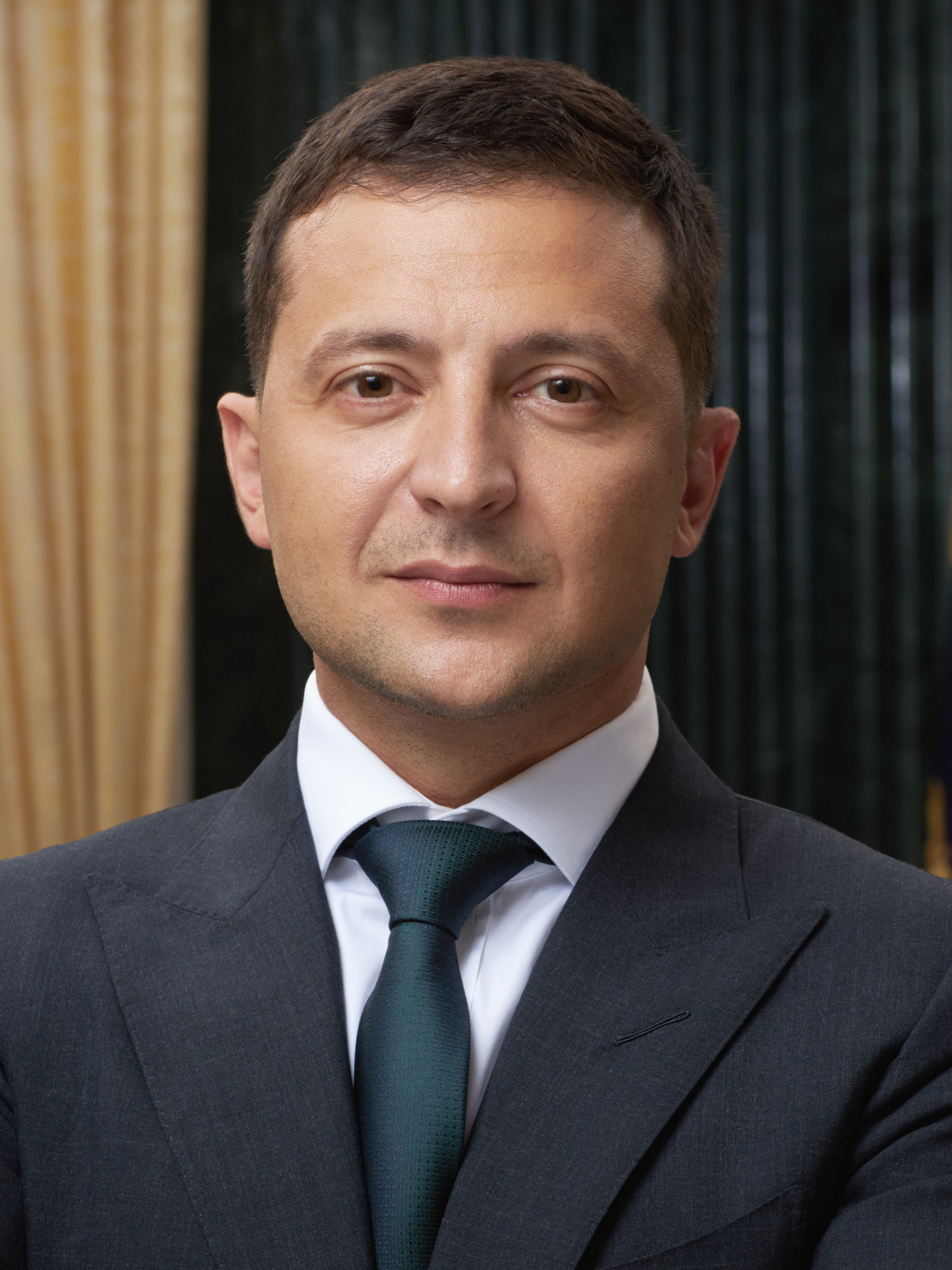
Volodymyr Zelensky

### Anteriores ao século XIX
- 0017 — Messalina, imperatriz-consorte romana (m. 48).
- 0750 — Leão IV, o Cazar, imperador bizantino (m. 780).
- 1225 — Tomás de Aquino, religioso italiano (m. 1274)
- 1477 — Ana, Duquesa da Bretanha e rainha consorte de França (m. 1514).
- 1493 — Maximiliano Sforza, nobre italiano (m. 1530).
- 1509 — Giovanni Girolamo Morone, cardeal italiano (m. 1580).
- 1526 — Adolfo de Holsácia-Gottorp (m. 1586).
- 1618 — Nicolaes Visscher, gravador e cartógrafo neerlandês (m. 1679).
- 1627 — Robert Boyle, físico e químico irlandês (m. 1691).
- 1661 — Antônio I, Príncipe de Mônaco (m. 1731).
- 1662 — Luís da Cunha, diplomata português (m. 1749).
- 1708 — Pompeo Batoni, pintor italiano (m. 1787).
- 1719 — Sofia Dorotéia da Prússia, nobre e marquesa alemã (m.1765).
- 1736 — Joseph-Louis Lagrange, matemático e astrônomo ítalo-francês (m. 1813).
- 1739 — Charles François Dumouriez, general e político francês (m. 1823).
- 1743 — Friedrich Heinrich Jacobi, filósofo e escritor alemão (m. 1819).
- 1759 — Robert Burns, poeta e compositor britânico (m. 1796).
- 1783 — William Colgate, empresário e filantropo anglo-americano (m. 1857).
- 1794 — Élie Magloire Durand, farmacêutico e botânico francês (m. 1873).
- 1796 — William MacGillivray, ornitólogo e biólogo britânico (m. 1852).

### Século XIX
- 1813 — J. Marion Sims, ginecologista e médico americano (m. 1883).
- 1841
  - Policarpo Sanz, empresário espanhol (m. 1889).
  - John Fisher, 1.º Barão Fisher, almirante e nobre britânico (m. 1920).
- 1849 — Matilde de Áustria-Teschen, arquiduquesa da Áustria (m. 1867).
- 1860
  - Charles Curtis, advogado e político americano (m. 1936).
  - Carolina Matilde de Eslésvico-Holsácia-Sonderburgo-Augustemburgo (m. 1932).
- 1865 — Isabel Mavrikievna, grã-duquesa da Rússia (m. 1927).
- 1867 — Adelaide Cabete, feminista portuguesa (m. 1935).
- 1868 — Juventino Rosas, violinista e compositor mexicano (m. 1894).
- 1874 — W. Somerset Maugham, dramaturgo, romancista e contista britânico (m. 1965).
- 1878 — Ernst Alexanderson, engenheiro sueco-americano (m. 1975).
- 1882 — Virginia Woolf, romancista, ensaísta, contista e crítica britânica (m. 1941).
- 1886 — Wilhelm Furtwängler, maestro e compositor alemão (m. 1954).
- 1899 — Paul-Henri Spaak, advogado e político belga (m. 1972).
- 1900
  - Theodosius Dobzhansky, geneticista e pioneiro da biologia evolutiva russo-americano (m. 1975).
  - István Fekete, escritor húngaro (m. 1970).

### Século XX

#### 1901–1950
- 1901 — Mildred Dunnock, atriz americana (m. 1991).
- 1905 — Maurício Roy, cardeal canadense (m. 1985).
- 1906 — Toni Ulmen, automobilista e motociclista alemão (m. 1976).
- 1909 — Kitani Minoru, jogador de Go japonês (m. 1975).
- 1910 — Henri Louveau, automobilista francês (m. 1991).
- 1913
  - Witold Lutosławski, compositor e maestro polonês (m. 1994).
  - Huang Hua, tradutor e político chinês (m. 2010).
- 1915 — Ewan MacColl, cantor, compositor, ator e produtor britânico (m. 1989).
- 1917
  - Ilya Prigogine, químico e físico russo-belga (m. 2003).
  - Jânio Quadros, advogado e político brasileiro, 22.° presidente do Brasil (m. 1992).
- 1921
  - Samuel Cohen, físico e acadêmico americano (m. 2010).
  - Josef Holeček, canoísta tchecoslovaco (m. 2005).
- 1923
  - Arvid Carlsson, farmacologista e médico sueco (m. 2018).
  - Shirley Ardell Mason, paciente psiquiátrica americana (m. 1998).
  - Vicente Arraya, futebolista boliviano (m. 1992).
- 1924 — Lou Groza, jogador e treinador de futebol americano estadunidense (m. 2000).
- 1926 — Youssef Chahine, cineasta egípcio (m. 2008).
- 1927 — Tom Jobim, cantor, compositor e pianista brasileiro (m. 1994).
- 1928
  - Eduard Shevardnadze, general e político georgiano (m. 2014).
  - Adolfo Marsillach, ator, dramaturgo e diretor de teatro espanhol (m. 2002).
- 1929
  - Robert Faurisson, escritor e acadêmico anglo-francês (m. 2018).
  - Michael Michai Kitbunchu, cardeal tailandês.
  - Benny Golson, saxofonista e compositor estadunidense (m. 2024).
  - Elizabeth Allen, atriz e cantora americana (m. 2006).
- 1930 — Heinz Schiller, automobilista suíço (m. 2007).
- 1931
  - Dean Jones, ator e cantor americano (m. 2015).
  - Federico Edwards, futebolista argentino (m. 2016).
- 1933 — Corazón Aquino, política filipina (m. 2009).
- 1935 — António Ramalho Eanes, general e político português.
- 1936
  - Onat Kutlar, escritor e poeta turco (m. 1995).
  - Diana Hyland, atriz americana (m. 1977).
- 1937 — Ange-Félix Patassé, engenheiro e político centro-africano (m. 2011).
- 1938
  - Etta James, cantora americana (m. 2012).
  - Shotaro Ishinomori, escritor e ilustrador japonês (m. 1998).
  - Leiji Matsumoto, escritor, ilustrador e animador japonês (m. 2023).
  - Vladimir Vysotsky, cantor, compositor, ator e poeta russo (m. 1980).
- 1939 — Giorgio Gaber, cantor e compositor italiano (m. 2003).
- 1940
  - Ricardo Costa, realizador e produtor de cinema português (m. 2021).
  - Wolfgang Paul, ex-futebolista alemão.
- 1942 — Eusébio, futebolista moçambicano-português (m. 2014).
- 1943
  - Tobe Hooper, diretor, produtor e roteirista americano (m. 2017).
  - Clóvis Rossi, jornalista brasileiro (m. 2019).
  - Pavel Roman, patinador artístico tchecoslovaco (m. 1972).
- 1944 — Jacinto João, futebolista português (m. 2004).
- 1945
  - Dave Walker, cantor e guitarrista britânico.
  - Philippe Ouédraogo, arcebispo burquinês.
  - Sławomir Idziak, diretor de fotografia polonês.
- 1947
  - Ángel Nieto, motociclista espanhol (m. 2017).
  - Tostão, ex-futebolista brasileiro.
  - Newton Faller, engenheiro eletricista e cientista da computação brasileiro (m. 1996).
- 1948 — Rodolfo Nin Novoa, político uruguaio.
- 1949
  - John Cooper Clarke, poeta e crítico britânico.
  - Josélio de Andrade Moura, médico veterinário e político brasileiro.
  - Paul Nurse, geneticista e biólogo britânico.
- 1950
  - John Terry, ator norte-americano.
  - Jean-Marc Ayrault, professor e político francês.

#### 1951–2000
- 1951
  - Steve Prefontaine, corredor americano (m. 1975).
  - Hans-Jürgen Dörner, futebolista e treinador de futebol alemão (m. 2022).
  - Bill Viola, videoartista estadunidense (m. 2024).
- 1953 — Alphonse Nguyên Huu Long, bispo católico vietnamita.
- 1954
  - Paulo Artaxo, cientista brasileiro.
  - Renate Dorrestein, jornalista e escritora neerlandesa (m. 2018).
  - Ricardo Bochini, ex-futebolista e treinador de futebol argentino.
  - Givaldo Barbosa, ex-tenista brasileiro.

- 1955
  - Olivier Assayas, cineasta e roteirista francês.
  - Silvia Popovic, jornalista e apresentadora brasileira.

- 1956
  - Paulinho da Força, líder sindical e político brasileiro.
  - Johnny Cecotto, ex-motociclista e ex-automobilista venezuelano.
- 1957
  - Jenifer Lewis, atriz norte-americana.
  - Líber Gadelha, compositor, produtor musical e empresário brasileiro (m. 2021).
- 1958 — Diana Pequeno, cantora e compositora brasileira.
- 1959 — Viktor Losev, ex-futebolista e treinador de futebol ucraniano.
- 1961
  - Beth Goulart, atriz brasileira.
  - Miguel M. Abrahão, escritor, dramaturgo e historiador brasileiro.
- 1962
  - Bruno Martini, futebolista francês (m. 2020).
  - Carlinhos Felix, cantor, compositor e ator brasileiro.
  - Osama Oraby, ex-futebolista egípcio.
- 1963
  - Fernando Haddad, acadêmico e político brasileiro.
  - Bernd Storck, ex-futebolista e treinador de futebol alemão.
- 1964 — Stephen Pate, ex-ciclista australiano.
- 1965 — Vittor Santos, maestro, produtor musical e compositor brasileiro.
- 1966
  - Gao Hongbo, ex-futebolista e treinador de futebol chinês.
  - Chet Culver, educador e político americano.
  - Bruce Murray, ex-futebolista norte-americano.
- 1967
  - Václav Němeček, ex-futebolista tcheco.
  - David Ginola, ex-futebolista francês.
  - Lito Sousa, especialista em aviação e youtuber brasileiro.
- 1968 — Carolina Ferraz, atriz e apresentadora de televisão brasileira.
- 1969
  - Sergei Ovchinnikov, jogador e treinador de voleibol russo (m. 2012).
  - Patrick Nys, ex-futebolista belga.
- 1970
  - Julie Sergeant, atriz portuguesa.
  - Hgamenon Rabelo Muniz, ex-futebolista brasileiro.
  - Stephen Chbosky, escritor, roteirista e diretor americano.
  - Margunn Haugenes, ex-futebolista e treinadora de futebol norueguesa.
  - Gisele Fraga, modelo e atriz brasileira.
- 1971
  - Jaques Lazier, ex-automobilista norte-americano.
  - Luca Badoer, ex-automobilista italiano.
  - Rahim Zafer, ex-futebolista turco.
  - Ana Ortiz, atriz norte-americana.
  - Brett Aitken, ex-ciclista australiano.
- 1972
  - Chantal Andere, atriz mexicana.
  - Leandro Lehart, cantor e compositor brasileiro.
  - Alejandro Domínguez, empresário e dirigente esportivo paraguaio.
- 1973 — Geoff Johns, escritor, roteirista e produtor americano.
- 1974
  - Emily Haines, cantora, compositora e tecladista canadense.
  - Paulo Miranda, ex-futebolista brasileiro.
  - Nuno Espírito Santo, ex-futebolista e treinador de futebol português.
- 1975
  - Mia Kirshner, atriz canadense.
  - Tim Montgomery, ex-velocista norte-americano.
  - Martin Laciga, jogador de vôlei de praia suíço (m. 2015).
- 1976
  - Mário Haberfeld, ex-automobilista brasileiro.
  - Manuel Pablo, ex-futebolista espanhol.
- 1977 — Hatem Trabelsi, ex-futebolista tunisiano.
- 1978
  - Denis Menchov, ex-ciclista russo.
  - Volodymyr Zelensky, ator, humorista e político ucraniano.
- 1979
  - Dani Mallo, ex-futebolista espanhol.
  - Bianca Castanho, atriz brasileira.
- 1980
  - Xavi, ex-futebolista e treinador de futebol espanhol.
  - Paulo Assunção, ex-futebolista brasileiro.
  - Michelle McCool, modelo e ex-lutadora norte-americana.
- 1981
  - Alicia Keys, cantora, compositora, pianista e atriz estadunidense.
  - Toše Proeski, cantor macedônio (m. 2007).
  - Diogo Siston, ex-futebolista e treinador de futebol brasileiro.
  - Artur Moraes, ex-futebolista brasileiro.
  - Clara Morgane, atriz francesa.
  - Paulo Thiago, policial e lutador brasileiro de artes marciais mistas.
- 1982
  - Noemi, cantora e compositora italiana.
  - Luísa Kiala, handebolista angolana.
  - Pepita, cantora e dançarina brasileira.
- 1983
  - Giovanni Lapentti, ex-tenista equatoriano.
  - Yasuyuki Konno, futebolista japonês.
  - Chris Foy, ator australiano.
  - Leo Oliveira, ex-futebolista brasileiro.
- 1984
  - Fara Williams, ex-futebolista britânica.
  - Robinho, ex-futebolista brasileiro.
  - Stefan Kießling, ex-futebolista alemão.
  - Jay Briscoe, lutador profissional norte-americano (m. 2023).
- 1985 — Marco Parolo, ex-futebolista italiano.
- 1986 — Gouramangi Singh, ex-futebolista indiano.
- 1987
  - Maria Kirilenko, ex-tenista russa.
  - Hafsia Herzi, atriz francesa.
- 1988
  - Tatiana Golovin, ex-tenista francesa.
  - Diego Arismendi, futebolista uruguaio.
- 1989
  - Kamil Saidov, futebolista tajique.
  - Allysha Chapman, futebolista canadense.
  - Víctor Ruiz, futebolista espanhol.
  - Facundo Imhoff, jogador de vôlei argentino.
- 1990 — Tsukasa Masuyama, futebolista japonês.
- 1991
  - Nigel Melker, automobilista neerlandês.
  - Ariana DeBose, atriz, cantora e dançarina norte-americana.
  - Ahmed Hegazy, futebolista egípcio.
- 1992
  - Pauline Chalamet, atriz, diretora e escritora franco-americana.
  - Galbadrakhyn Otgontsetseg, judoca cazaque.
- 1993
  - Kéfera Buchmann, atriz e vlogueira brasileira.
  - Pavel Mogilevets, futebolista russo.
  - Iris Mittenaere, modelo francesa.
- 1994 — Rainui Aroita, futebolista taitiano.
- 1996
  - Adama Traoré, futebolista hispano-malinês.
  - Tati Gabrielle, atriz norte-americana.
- 1997
  - Chelsie Giles, judoca britânica.
  - Wasuthorn Chaijindar, ator, cantor e modelo tailandês.
- 1998 — Cho Gue-sung, futebolista sul-coreano.
- 1999 — Lennart Grill, futebolista alemão.
- 2000
  - Remco Evenepoel, ciclista belga.
  - Romário Baró, futebolista português.
  - Marie Le Net, ciclista francesa.

### Século XXI
- 2001
  - Elisabetta Cocciaretto, tenista italiana.
  - Michela Pace, cantora maltesa.
- 2002 — Lil Mosey, rapper, cantor e compositor americano.

## Mortes

### Anteriores ao século XIX
- 0389 — Gregório de Nazianzo, teólogo e patriarca de Constantinopla (n. 329).
- 0477 — Genserico, rei dos vândalos e alanos (n. 389).
- 0750 — Ibraim ibne Ualide, califa omíada (n. ?).
- 0844 — Papa Gregório IV (n. 795).
- 0863 — Carlos da Provença, rei franco (n. 845).
- 1067 — Yingzong, imperador chinês (n. 1032).
- 1138 — Antipapa Anacleto II (n. 1090).
- 1139 — Godofredo I de Brabante, conde de Brabante e Lovaina (n. 1060).
- 1366 — Henrique Suso, padre e místico alemão (n. 1300).
- 1431 — Carlos II da Lorena, nobre francês (n. 1365).
- 1494 — Fernando I de Nápoles (n. 1423).
- 1534 — Madalena da Saxónia, eleitora de Brandemburgo (n. 1507).
- 1559 — Cristiano II da Dinamarca (n. 1481).
- 1578 — Mihrimah Sultan, princesa otomana (n. 1522).
- 1586 — Lucas Cranach, o Jovem, pintor alemão (n. 1515).
- 1640 — Robert Burton, médico e estudioso inglês (n. 1577).
- 1670 — Nicolau II da Lorena (n. 1612).
- 1726 — Guillaume Delisle, cartógrafo francês (n. 1675).

### Século XIX
- 1852 — Fabian Gottlieb Thaddeus von Bellingshausen, almirante, cartógrafo e explorador russo (n. 1778).
- 1872 — Richard Stoddert Ewell, general americano (n. 1817).
- 1891 — Theo van Gogh, negociante de arte neerlandês (n. 1857).
- 1899
  - Alfredo d'Escragnolle Taunay, escritor, político, historiador e sociólogo brasileiro (n. 1843).
  - Adolphe d'Ennery, dramaturgo e romancista francês (n. 1811).
- 1900 — Adelaide de Hohenlohe-Langenburg, duquesa alemã (n. 1835).

### Século XX
- 1907 — René Pottier, ciclista francês (n. 1879).
- 1908
  - Ouida, escritora anglo-italiana (n. 1839).
  - Mikhail Chigorin, enxadrista e teórico russo (n. 1850).
- 1916 — Marie Loeper-Housselle, educadora e ativista alemã (n. 1837).
- 1925 — Juan Vucetich, antropólogo e policial croata-argentino (n. 1858).
- 1947 — Al Capone, gângster ítalo-americano (n. 1899).
- 1970 — Eiji Tsuburaya, diretor e produtor japonês (n. 1901).
- 1972 — Erhard Milch, marechal alemão (n. 1892).
- 1982 — Mikhail Suslov, economista e político russo (n. 1902).
- 1986 — Albert Grossman, empresário norte-americano (n. 1925).
- 1988 — Colleen Moore, atriz estadunidense (n. 1899).
- 1990
  - Dámaso Alonso, poeta, filólogo e crítico literário espanhol (n. 1898).
  - Ava Gardner, atriz e cantora norte-americana (n. 1922).
- 1994 — Stephen Kleene, matemático, cientista da computação e acadêmico americano (n. 1909).
- 1995 — Albert William Tucker, matemático canadense (n. 1905).
- 1996 — Jonathan Larson, dramaturgo e compositor americano (n. 1960).
- 1999 — Robert Shaw, maestro americano (n. 1916).

### Século XXI
- 2004
  - Fanny Blankers-Koen, corredora neerlandesa (n. 1918).
  - Miklós Fehér, futebolista húngaro (n. 1979).
- 2005
  - Netti Witziers-Timmer, corredora neerlandesa (n. 1923).
  - Manuel Lopes, escritor e poeta cabo-verdiano (n. 1907).
  - Philip Johnson, arquiteto norte-americano (n. 1906).
- 2009
  - Eleanor F. Helin, astrônoma americana (n. 1932).
  - Kim Manners, diretor de televisão norte-americano (n. 1951).
- 2010 — Ali Hassam al-Majid, general e político iraquiano (n. 1941).
- 2014 — Gyula Sax, jogador de xadrez da Hungria (n. 1951).
- 2015
  - Neneca, futebolista brasileiro (n. 1947).
  - Demis Roussos, cantor grego-egípcio (n. 1946).
- 2017
  - John Hurt, ator britânico (n. 1940).
  - Mary Tyler Moore, atriz, dançarina e produtora americana (n. 1936).
- 2021 — Enrique Tábara, pintor e professor equatoriano (n. 1930).

## Feriados e eventos cíclicos

### Angola
- Aniversário do Município de Luanda

### Brasil

#### Municipais
- Aniversário do município de São Paulo, SP
- Aniversário do município de Apuiarés, CE
- Aniversário do município de Iguatu, CE
- Aniversário do município de Cuité, PB

### Cristianismo
- Ananias de Damasco
- Conversão do Apóstolo Paulo
- Gregório de Nazianzo

## Outros calendários
- No calendário romano era o 8.º dia (VIII) antes das calendas de fevereiro.
- No calendário litúrgico tem a letra dominical D para o dia da semana.
- No calendário gregoriano a epacta do dia é vi.